# اوکلند سیتی
اوکلند سیتی (به لاتین: Auckland City) یک منطقهٔ مسکونی در نیوزیلند است که در منطقه آوکلند واقع شده‌است. اوکلند سیتی ۶۳۷ کیلومتر مربع مساحت دارد.

## خواهرخوانده
شهرهای لس آنجلس، فوکوئوکا، بریزبن، گوانگ‌ژو و شیناگاوا-کو، توکیو خواهرخوانده‌های اوکلند سیتی هستند.